# Falklandsöarnas flagga

Falklandsöarnas flagga

Falklandsöarnas Flagga mellan 1948 och 1999

Falklandsöarnas flagga antogs den 29 september 1948. Flaggan är den brittiska "Blue Ensign" med Falklandsöarnas statsvapen.

Falklandsöarnas statsvapen